# Lyonnel de Bournonville
Pour les articles homonymes, voir Bournonville (homonymie).
Pour les autres membres de la famille, voir Maison de Bournonville.
Jean, dit Lyonnel ou Lyonnet, de Bournonville, né vers 1390 et mort en septembre 1429, est un homme d'armes qui sert pendant la Guerre de Cent Ans, plus précisément la guerre civile entre Armagnacs et Bourguignons.
Sa fidélité, à l'image des alliances de l'époque, est louvoyante : il est le plus souvent au service du duc de Bourgogne mais aussi du roi de France et des Anglais.
Grâce à son mariage avec la sœur du maréchal de France Jean de Villiers de L'Isle-Adam, il devient seigneur de La Bretèche, aujourd'hui Saint-Nom-la Bretèche. Il meurt de blessures reçues à la suite d'un assaut de ce château.

## Biographie

### Un lignage de seigneurs du Boulonnais
Jean, dit Lyonnel ou Lyonnet, de Bournonville est issu de la famille de Bournonville, lignage noble de seigneurs implantés dans le Boulonnais et qui y possède de nombreuses seigneuries. Il est le fils de Baudouin de Bournonville. On ignore le nom de sa mère. Il a deux frères cadets, Guillaume, qui est au service du comte de Saint-Pol puis du duc de Bourgogne et Waleran.
Ses cousins germains sont Enguerrand de Bournonville (v. 1368-1414) et le frère de celui-ci, Aleaume de Bournonville (1360-1415). Par leur grand-mère Mahaut de Fiennes, ils sont tous les petits-neveux du connétable de France Robert de Fiennes.
On ne lui connaît pas d'enfant de sa femme Jeanne de Villiers, mais Lyonnel de Bournonville a un fils bâtard, Jean, dit Notinet de Bournonville (mort après 1460), qui fait la guerre aux côtés de son père.

### Entre Armagnacs et Bourguignons
Lyonnel de Bournonville fait ses premières armes dans la compagnie de son cousin Enguerrand de Bournonville en 1408 et participe avec lui à la victoire bourguignonne d'Othée. Il l'accompagne ensuite en 1409 à Paris.

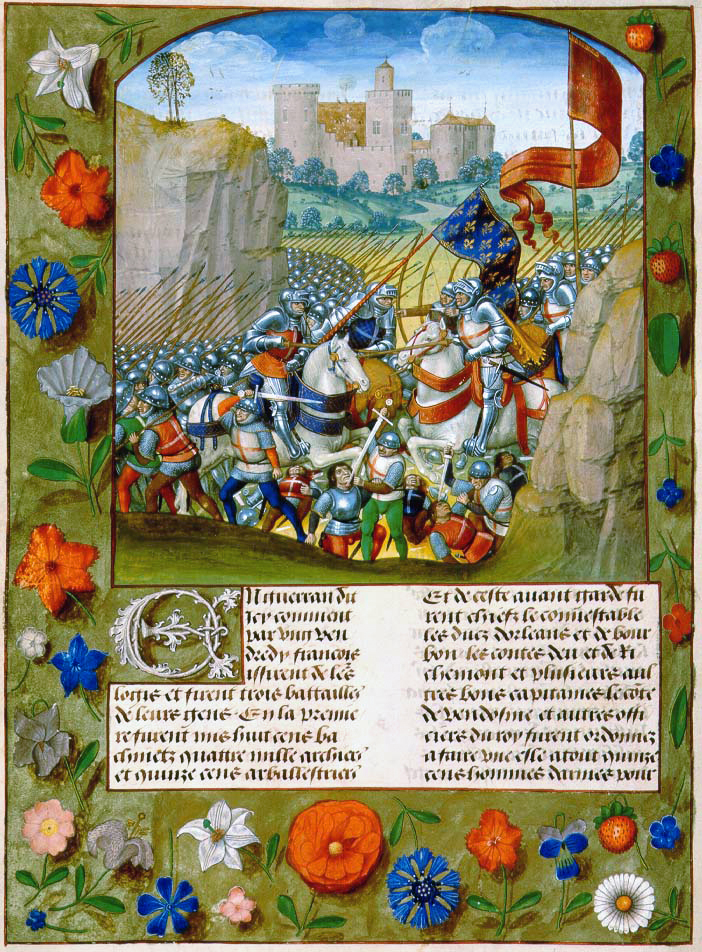
La bataille d'Azincourt (miniature extraite de la Chronique d'Enguerrand de Monstrelet, fin du xv^{e} siècle)

Comme d'autres seigneurs bourguignons, Lyonnel de Bournonville combat dans les rangs français à Azincourt. De nombreux autres membres de sa famille participent à cette bataille, dont son cousin Aleaume de Bournonville, qui y est tué. Au total, trois hommes du lignage de Bournonville y trouvent la mort. Pour les Bournonville comme pour une grande partie de la noblesse française, Azincourt est une hécatombe.
Impliqué dans le meurtre de son ancien compagnon d'armes Jacotin de Grigny en 1415, pour une question d'honneur, Lyonnel de Bournonville juge prudent de s'éloigner et rallie le camp des Armagnacs en 1416. Mais dès 1417, il figure à nouveau dans les rangs bourguignons, dans la compagnie de Jean de Fosseux. En effet, ce dernier est chargé de conquérir le comté de Boulogne, que Jean sans Peur vient de confisquer à son légitime possesseur, Georges de La Trémoille. Seigneur boulonnais, Lyonnel de Bournonville retrouve donc le service du duc de Bourgogne.

### Un Bourguignon à Paris et aux alentours
En 1418, Lyonnel de Bournonville participe, dans la compagnie commandée par Jean de Villiers de L'Isle-Adam, à la prise de Paris par les Bourguignons. Jean de Villiers de l'isle-Adam devient alors maréchal de France et Lyonnel de Bournonville épouse vers 1419-1420 sa sœur, Jeanne de Villiers.
En 1419, Lyonnel de Bournonville est d'abord capturé par les Armagnacs et détenu au château de Coucy, mais il se libère en aidant à la prise de ce château par les Bourguignons. Le groupe de prisonniers dont il fait partie tue les sentinelles et le capitaine puis prend le donjon.
Guerroyant contre les Anglais sous les ordres de son beau-frère Jean de Villiers, il devient capitaine de ville de Gisors, à partir de laquelle il organise une attaque contre les troupes anglaises à Sérifontaine. Mais les Anglais, commandés par John Cornwall, viennent assiéger Gisors et Lyonnel de Bournonville doit leur abandonner la ville le 11 septembre 1419, ayant préalablement négocié la possibilité de la quitter sans dommage.
En avril 1420, Lyonnel de Bournonville est adoubé chevalier par son beau-frère, qui lui donne alors une seigneurie francilienne, la seigneurie de La Bretèche, aujourd'hui Saint-Nom-la Bretèche. Il s'agit d'une étape importante de son ascension sociale. Dans le lignage de Bournonville, les aînés, comme Lyonnel ou Aleaume, son neveu Antoine, Louis, fils aîné d'Antoine, sont chevaliers alors que les cadets, comme Enguerrand le père d'Antoine ou Pierre le second fils de celui-ci, sont seulement écuyers.

### Dans les armées anglo-bourguignonnes
En 1420-1422, après la conclusion du traité de Troyes, Lyonnel de Bournonville sert le duc de Bourgogne Philippe le Bon contre les partisans du Dauphin. Il fait la guerre en Brie, en Champagne, en Barrois puis en Picardie. Comme son chef et beau-frère le maréchal de l'Isle-Adam, il intègre les armées anglo-bourguignonnes en 1423 et participe au siège de Compiègne en 1424.
En 1426, il suit son beau-frère à la conquête de la Hollande pour le compte du duc de Bourgogne. Jusqu'en 1429, Lyonnel de Bournonville alterne les séjours en France et les responsabilités en Hollande. Il y devient capitaine de la ville de Schoonhoven, appointé pour cela par le duc de Bourgogne.
En 1429, le duc de Bedford confie à Lyonnel de Bournonville la garde de la ville de Creil, mais les troupes de Charles VII l'en chassent. Le 10 septembre 1429, par lettres patentes, signées par l'important notaire et secrétaire du roi Jean de Rinel, le duc de Bedford attribue à Lyonnel de Bournonville la seigneurie de Précy, pour se l'attacher. Toutefois, cette seigneurie est située en territoire contrôlé par les Français et surtout Lyonnel de Bournonville n'a pas le temps d'en profiter. En effet, il tente alors de reprendre sa seigneurie de La Bretèche que les Français lui avaient enlevé. Blessé pendant l'assaut, il meurt peu après, entre le 22 et le 30 septembre 1429.